# Felice Borel
Pour les articles homonymes, voir Borel.
Felice Placido Borel dit Borel II (né le 5 avril 1914 à Nice en France et mort le 21 janvier 1993 à Turin dans le Piémont), est un footballeur international italien (qui jouait au poste d'attaquant) devenu ensuite entraîneur.
Felice est parfois connu sous le pseudonyme de Borel II, pour le distinguer de son frère, également footballeur italien, Aldo Borel (Borel I). Leur père Ernesto Borel, fut également joueur de football.

## Biographie

### Joueur
Il fait ses grands débuts à l'âge de 19 ans avec la Juventus en 1932, jouant son premier match le 2 octobre 1932 lors d'une défaite 1-0 contre Naples.
Il a gagné le championnat trois saisons consécutives : en 1933, 1934 et 1935. Avec le même club, il a remporté la Coppa Italia, en 1938. 
Le 2 janvier 1938 (lors d'une victoire en Serie A 3-1 contre Liguria), il dépasse Federico Munerati et ses 114 buts en bianconero et devient alors le meilleur buteur de l'histoire du club (avant d'être à son tour dépassé par Giampiero Boniperti un peu moins de vingt ans plus tard).
Le 21 mai 1944, Borel devient le premier joueur juventino de l'histoire à atteindre la barre des 150 buts inscrits avec le club bianconero (inscrit au cours d'un succès 3-1 lors d'un derby della Mole contre le Torino).
Surnommé Farfallino, il a été le meilleur buteur de Serie A en 1933 et 1934, et ayant marqué 157 buts en faveur de la Juventus, il est actuellement le sixième meilleur buteur de l'histoire du club turinois, derrière Alessandro Del Piero, Giampiero Boniperti, Roberto Bettega, Omar Sivori et David Trezeguet, mais devant John Hansen ou encore Roberto Baggio.
Au total, Borel a marqué sous les couleurs bianconere 163 buts en 308 matchs toutes compétitions confondues.
Felice Borel a gagné la Coupe du monde en 1934 avec la Squadra Azzurra.

### Entraîneur
En tant qu'entraîneur-joueur, il dirige tout d'abord son club de cœur en 1942, la Juventus, faisant découvrir le jeune talent Giampiero Boniperti. Il dirige son premier match sur le banc de la Juve le 19 septembre 1942 lors d'un succès à l'extérieur 6-1 sur le Mater Roma en coupe. Il reste à diriger les bianconeri jusqu'en 1946 (avec au total 96 matchs sur le banc dont 54 victoires).
Il prend ensuite les rênes de l'Alessandria et du Napoli, avant de prendre les commandes de Catane en 1958-59. En 1966-67, il tente une dernière expérience avec le club du Ternana Calcio (remplaçant Cesare Nay),. Il a également entraîné au Canada.

### Après football
Il fut également journaliste sportif (travaillant dans les interview), observateur, dirigeant et directeur général sous Umberto Agnelli. 
Il fut également à l'origine de la création d'une école de football portant son nom dans la commune de Finale Ligure. En 1963 réapparait le mensuel Hurrà Juventus (vendu 100 lires et entièrement destiné au club) après plus de 30 ans d'absence, et ce fut Borel qui sera un temps le directeur de rédaction du magazine.
À ses funérailles (qui eurent lieu tout d'abord à Turin avant de se terminer à Finale Ligure) assista une foule nombreuse, parmi lesquels les effectifs de la Juventus à Turin et l'équipe locale à Finale Ligure.

## Palmarès
| Juventus - Championnat d'Italie (3) : - Champion : 1932-33, 1933-34 et 1934-35. - Vice-champion : 1937-38 et 1945-46. - Meilleur buteur : 1932-33 (29 buts) et 1933-34 (31 buts). - Coupe d'Italie (1) : - Vainqueur : 1937-38. |  | Italie - Coupe du monde (1) : - Vainqueur : 1934. - Coupe internationale (1) : - Vainqueur : 1933-1935. |